# Danial Jahić
Danial Jahić (* 1. Juli 1979; † 19. Januar 2021 in Ćelije, Serbien) war ein serbisch-montenegrinischer bzw. serbischer Leichtathlet, der sich auf den Weitsprung spezialisiert hatte.

## Biografie
Danial Jahić startete bei den Olympischen Spielen 2000 in Sydney im Weitsprungwettkampf, wo er den 21. Rang belegte.
Von 1999 bis 2001 wurde er jugoslawischer Meister im Dreisprung und nahm an mehreren Juniorenweltmeisterschaften. Außerdem war er Teilnehmer der Europameisterschaften 1998. Mit einer Weite von 8,02 m war er zwanzig Jahre lang serbischer Rekordhalter im Weitsprung in der Halle. Sein Rekord wurde 2019 von Strahinja Jovančević eingestellt.
Am 19. Januar 2021 starb Jahić im Alter von 41 Jahren während der COVID-19-Pandemie an den Folgen einer SARS-CoV-2-Infektion.